# ホールインワン (漫画)
『ホールインワン』は、原作：鏡丈二、作画：金井たつおによる日本のゴルフ漫画。『週刊少年ジャンプ』（集英社）において、1977年から1979年まで連載された。
スポーツの名門校である明華学園中学に入学した戸橋矢一が、東京明華ゴルフ部内の理事長杯と全国にある明華学園のゴルフ対抗競技会に東北明華の代表として戦う姿を描く。続編に『おれのラウンド』がある。

## あらすじ
スポーツの名門校、明華学園に補欠試験の末やっとのことで入学した戸橋矢一は、飛ばすことにかけては誰にも負けない型破りな中学生。さっそく入部したゴルフ部では初日から部員たちと衝突して孤立、追い出されそうになってしまう。しかし、運動オンチの部員の安保から今度開かれる理事長杯の優勝賞品が20万円のゴルフクラブセットであることを聞かされると俄然張り切り、安保をキャディとして理事長杯に勝つことを目指しはじめる。そして理事長杯の日、矢一は会場に吹き荒れるキャリーキラーと呼ばれる強風やゴルフの知識不足から来る加算ペナルティの嵐にも負けず、勝負をあきらめない根性と常識にとらわれないプレイを繰り広げ、見事副主将の立花をハンデの差でかわし、理事長杯の決勝戦に進むことに成功する。そこで対戦相手である芝野の卑劣なプレイや伊達美華の攻撃的な態度、ギャラリーからの容赦無い嘲笑、さらに指の怪我に矢一は苦しめられるが、姿麗花をはじめとした女の子や友人たちの熱心な応援や安保の献身的なサポートに支えられて決勝戦を最後まで戦いぬき、プレーオフにまでもつれ込んだ勝負の行方は、矢一の最後の一振りによって決着。見事優勝を果たす。
理事長杯優勝に浮かれに浮かれる矢一をよそに、東京明華ゴルフ部は矢一を対外試合の代表から外すことを決め、明華学園の恥として矢一を嫌う伊達功一郎と矢一に密かに期待する伊達一之助の対立も鮮明になっていくなか、東北明華ゴルフ部からある誘いが矢一の元へ届く。それは近いうちに宮崎県で開かれる全国の明華学園の各代表による競技大会に、東北明華の代表として矢一に出場してほしいという懇願であった。この誘いを最終的に聞き入れた矢一は、新たに知り合った札幌明華の女子選手の波多野とともに大会予選で快進撃を続け、相変わらず卑劣な芝野の罠や三郷の妨害をなんとか踏み破って決勝の場にたどり着く。翌日の決勝戦は、序盤は和やかな学校同士の交流や選手たちの爽やかなライバル模様や恋愛模様などを見せていたものの、各選手のハプニングや怪我、秘めたる立花の決意、女の意地同士などがぶつかり合って、天候とともに雲行きが怪しくなっていく。そのような中、矢一は闘志を決して失わず、安保不在もあって苦しい勝負を強いられるも最後の最後まで彼にふさわしい真正面からのプレイを続けるのであった。

## 登場人物

### 東京明華学園関係者
戸橋矢一（とばし やいち）
本作の主人公。キャディーを生業とする母マサ江と2人暮らし。裕福な子弟の集まる東京明華学園に入学。周囲から「ゴキブリ」と呼ばれるなど嫌がらせを受けながらも根性で才能を開花させて成り上がる。名前の通り誰にも負けない飛ばし屋でドライバーが得意だが、トラブルショットも多く、パットとルールに弱い。策謀とも無縁な性格のため、つまらないペナルティを貰い損をする事が少なくない。それでも最後まで諦めない勝負魂を持ち、理事長杯では優勝。全国大会でも立花とのプレイオフの末、2位となった。かなりのお調子者で、姿麗花、波多野恵子、伊達美華等、数々の女性にキスをした事もある。連載当初から小柄だったが、途中から完全に幼児体型になった。
姿麗花（すがた れいか）
矢一のガールフレンド。矢一と同学年。体操選手。ストーリー上ヒロイン的な存在。矢一からは「れーかちゃん」と呼ばれる。理事長杯ではギャラリーとして矢一を応援し続けた。体操選手権は、戸橋や夏川の応援もあり美原を逆転して優勝する。ゴルフ漫画であるが、この体操選手権の模様も数話にわたり描かれた。
安保利和（あんぽ としかず）
矢一のキャディ。しっかりとしたアドバイザー。ゴルフ用品を経営する父の命令で強引に明華学園ゴルフ部に入部させられた運動オンチで、プレイはからきしダメだが、数学に抜群の才能があり、グリーンを読む力が天才的である。理事長杯で優勝すれば好きな理工系の道に進んでもよいという父親との交換条件を満たすために、ずば抜けた素質を持つ矢一に近付いたが、大会を通じて口争いしつつも矢一と固い絆を結ぶようになる。互いを「戸橋くん」「安保」と呼び合う仲だが、学年は安保が1年上である。矢一の理事長杯優勝で父親との交換条件を満たし、関西にある理工系の学校に転校する。しかし全国大会で矢一が苦しんでる姿を見て駆けつけ、大会終盤は負傷した小午田に代わりキャディを務めた。
伊達美華（だて みか）
東京明華ゴルフ部主将（キャプテン）。矢一より1学年上。「明華学園の女王（明華の女王、シバの女王）」とも呼ばれる。父親の伊達功一郎が明華学園の理事長で、祖父が明華学園の創立者の家柄のお嬢様育ちの女性である。高い実力を兼ね備えており、攻撃的なゴルフが特徴（テレビ解説者が実力を賞賛）。しかし性格は冷たく、その高飛車・我侭振りから多くの登場人物から嫌われている。また、メンタル面での脆さがありプレッシャーに弱い。そのため理事長杯では戸橋と芝野に敗れ3位に、全国大会では試合を優位に進めるもパットが入らず、波多野恵子に敗れ2位となった。立花を自らの婚約者として上の立場からものを言ったりするが、実は立花に心を寄せていた。
岡本（おかもと）
東京明華ゴルフ部員。矢一より2学年上の女性。理事長杯で矢一とラウンドし、以後矢一を気にかける。矢一からは「メガネ」と呼ばれる。そのあだ名のとおり眼鏡を使用していたが、最終話ではコンタクトに変えた姿が見られる。しかし『おれのラウンド』では再び眼鏡を使用していた。
佐々木香織（ささき かおり）
東京明華ゴルフ部員。矢一より1学年上の女性。理事長杯で矢一とラウンドし、以後矢一を気にかける。巨乳の持ち主で、矢一からは「デカプリン」と呼ばれる。『おれのラウンド』ではトーナメント1回戦で矢一のパートナーを務めた。
芝野陽介（しばの ようすけ）
東京明華ゴルフ部員。矢一と同学年。ゴルフの才能と実力を兼ね備えており、粘り強いプレーが特徴。矢一でさえその才能は認めている。しかし性格は卑劣で姑息で横柄。理事長杯では矢一をあくどい手段で苦しめたが、2位に終わる。全国大会でも窃盗少年を雇って矢一のボールを奪わせロストボールにしたり、三郷に矢一が襲撃されたのにつけ込んで棄権に追い込もうとした。だが、これらのこと全てが芝野の仕業だと考えた他の選手たちから拒絶を受け、良識派の立花までもが手を上げた結果、決勝ラウンドから追放される。後に東京明華を去り、『おれのラウンド』では他校・東条学園のエースとして矢一と対決。そこでも高い実力とあくどい手段で矢一を苦しめたが、パートナーの負傷で棄権敗退。その時、矢一に勝利を条件に伊達功一郎と明華に復学そしてキャプテン就任の取引をしていた事が発覚（キャプテン就任の際には矢一を追いだそうと考えていた）。パートナーはじめ周囲を失望させた。だが最終回では矢一の実力を認め、「健闘を祈る」というメッセージの書かれたボールを矢一に贈った。
三郷（みさと）
東京明華ゴルフ部員、元ボクシング部。立花のキャディ専門だが、伊達美華のしもべのような役割も果たしている。粗暴で矢一や安保に暴力を振るうが、実際はかなり気弱で卑屈。
小川（おがわ）
東京明華ゴルフ部員。理事長杯での伊達のキャディだが、ただの道具持ち。伊達のキャディに自ら立候補する。
細久保（ほそくぼ）
東京明華学園の生徒。サッカー部員だがゴルフにも詳しく、理事長杯では常に麗花の傍でプレーの解説をする。男性だが花柄のパンツを着用している。
牛馬（うしば）
東京明華学園の生徒。ボクシング部員。実家が肉屋で、理事長杯に優勝したら「戸橋矢一とスキヤキを囲む会」に招待してやると観戦中に約束する。
夏川ゆかり（なつかわ ゆかり）
体操選手。東京明華体操の女王。試合中、怪我のため棄権する。
美原容子（みはら ようこ）
体操選手。「平均台のマドンナ」と呼ばれ、学級委員も務めているが、性格は傲慢。実力は高く夏川をライバル視していたが、大会途中で姿麗花の実力に気付き、焦りを感じる。夏川のコーチ池波が美原の才能にほれ込むが、試合は姿麗花に負ける。
春日（かすが）
全国大会の伊達美華のキャディ。高校生での女子No1の実力。性格はかなり捻くれている。
立花誠（たちばな まこと）
東京明華ゴルフ部副主将。矢一より2学年上。実力は作中でもトップクラス。他の部員らとは一線を画す人格者。全国大会で矢一と本当の勝負をしたいが為に、決勝で意図的にミスショットを連打して矢一とのハンデをゼロにした程。理事長杯では伊達美華や芝野、矢一にハンデで敗退する。全国大会では色々ありながらも矢一とのプレイオフを制し、見事に優勝を遂げた。過去に実の両親に捨てられ、浮浪児になっていた所を伊達家に拾われ、伊達家の親戚にあたる立花家の養子に迎えられた経緯があり、伊達家に支配された身の上でもある。性格は比較的紳士的だが、一度だけキャディの三郷が唖然とするような行為を矢一にした事がある。また、芝野に手を上げた事も。
伊達一之助（だて いちのすけ）
伊達功一郎の父親。明華学園の創立者だが、普段は学園の用務員に扮して影から矢一を見守っている。浮浪児状態だった立花誠を引き取ったこともある。
伊達功一郎（だて こういちろう）
伊達美華の父親で明華学園の理事長。娘を溺愛しており、矢一をあまり心よく思っていない。

### その他の明華学園
小午田（こごた）
東北明華ゴルフ部員。全国大会で矢一のキャディを務めた。ボール探しの名人。矢一と同じくらい小柄。矢一と同じくパットのラインを読むのが苦手で、「バッグ持ちキャディ」と揶揄されたことも。
石神（いしがみ）
東北明華ゴルフ部キャプテン。あだ名は「ゲタ」。波多野のキャディ鈴木と相思相愛になる。プレイはからきしダメで、全国大会では前半戦だけで予選落ちとなってしまった。
太田（おおた）
東北明華ゴルフ部員。全国大会で石神のキャディを務めた。石神の落ち着かないプレイや恋愛に振り回されている事が多かった。
波多野恵子（はたの けいこ）
札幌明華ゴルフ部員。姿麗花に容姿が酷似。プロゴルファーの妹。「どさん娘はたちゃん」と呼ばれる。アプローチとパットの腕が抜群。特に、全国大会の決勝後半で冴え渡り、伊達を破り優勝に輝いた。おとなしそうだがクールな部分も持っている。気の強さは伊達を上回るものがある。『おれのラウンド』ではトーナメント2回戦以降、矢一のパートナーを務めた。
東今日子（ひがし きょうこ）
九州明華ゴルフ部員。伊達のライバル。日に焼けた大きな体の持ち主で飛距離は女子No1。さばさばした性格。九州明華の応援団が喧嘩をした責任を取り、試合の途中で棄権した。
吉川（よしかわ）
全国大会決勝の東のキャディ。高校生での女子No2で、春日とはライバル同士。ねちっこい性格。伊達がミスショットしたときの台詞が嫌味。
鈴木（すずき）
全国大会の波多野のキャディ。性格は普通。雨の18番グリーン上で活躍する。『おれのラウンド』でもわずかに登場。
松山大介（まつやま だいすけ）
四国明華。全国大会で予選2位につけ決勝に進出したが、試合中の怪我で棄権した。
前寺猛（まえでら たけし）
九州明華。豪快なプレイで全国大会決勝に進出したが、九州明華の応援団が喧嘩をした責任を取り、試合の途中で棄権した。大阪明華の生徒相手に開き直りともとれる言動を取る一方、矢一を気遣う心遣いの持ち主でもある。
中部金次郎（なかべ きんじろう）
中京明華。全国大会で決勝に進出したが、先行の組に打ちこんでしまったことを理由に棄権した。パットが得意なことから「ワンカップの中部」というあだ名を持つ。矢一と同じくらいお調子者で、女子にもてる。
田淵憲（たぶち けん）
大阪明華。眼鏡をかけていて、仲間からは「ボン」と呼ばれ慕われている。全国大会で決勝に進出したが、ギャラリーの喧嘩を仲裁しようとして巻き込まれたことで負傷し、棄権。5番アイアンが得意なことから「マッシーの田淵」と呼ばれる。
鬼塚（おにづか）
九州明華。立花誠のファン。立花が優勝したと思い込んだ際に「うれしょん」で失禁。しましまのパンツを履いていることから、あだ名は「トラパン」。石神に失禁後のノーパンになったスカートをめくられる。

### その他
戸橋マサ江（とばし まさえ）
矢一の母。ゴルフ場のキャディとして働き、女手一つで矢一を育てていたが、ゴルフボールが頭に当たり意識不明となる。理事長杯後に手術を受け、回復した。
境プロ（さかいプロ）
矢一のゴルフの先生。アシスタントプロ。矢一に明華学園への入学試験を勧めたり、何くれと無く矢一とマサ江のことを気にかけている。最終的にはプロテストに合格した。

## おれのラウンド
- 月刊少年ジャンプに連載された続編。混合マッチプレイトーナメントを描く。全3巻。
- 主人公、矢一は東京明華ゴルフ部副主将に就任している。
- ゴマブックスより『ホールインワン・ファイナル』の名前でコンビニコミックス形態で再版された。
- 矢一が砂浜で動いているボールを待ち構えて打つシーンがあるが、これは現在では2打罰である。